# Syneora amphiclina
Syneora amphiclina är en fjärilsart som beskrevs av Edward Meyrick 1892. Syneora amphiclina ingår i släktet Syneora och familjen mätare. Inga underarter finns listade i Catalogue of Life.